# Disaster at Silo 7
Disaster at Silo 7 is een Amerikaanse film uit 1988 van Larry Elikann.

## Verhaal
Een brandstoflek in een ICBM-silo zorgt voor een gevaarlijke situatie die de lokale militaire en civiele autoriteiten in paniek brengt.

## Rolverdeling
| Acteur               | Personage            |
| -------------------- | -------------------- |
| Ray Baker            | Col. Chadwick        |
| Peter Boyle          | Gen. Sanger          |
| Patricia Charbonneau | Kathy Fitzgerald     |
| Perry King           | Maj. Hicks           |
| Michael O'Keefe      | Sgt. Mike Fitzgerald |
| Joe Spano            | Sgt. Swofford        |
| Dennis Weaver        | Sheriff Ben Harlen   |
| Joe Urla             | Pepper Martinelli    |
| Brent Jennings       | A.C. Jones           |
| Christian Clemenson  | Col. Brandon         |

## Prijzen en nominaties
| Jaar | Prijs              | Categorie                                                     | Genomineerde    | Resultaat   |
| ---- | ------------------ | ------------------------------------------------------------- | --------------- | ----------- |
| 1989 | Primetime Emmy     | Outstanding Cinematography for a Miniseries or a Special      | Roy H. Wagner   | Genomineerd |
| 1989 | Young Artist Award | Best Young Actress Guest Starring in a Drama or Comedy Series | Olivia Burnette | Genomineerd |